# فاکتور نکروز تومور
فاکتور نکروز تومور، (به انگلیسی: Tumor necrosis factors) نام گروهی از سیتوکین‌ها هستند که موجب آپوپتوز (خزان یاخته‌ای) سلول‌ها می‌شوند. این سایتوکین‌ها اغلب در سلول‌های ایمنی تولید می‌شوند و در بسیاری از واکنش‌های ایمنی بدن نیز نقش دارند.

## انواع
معروف‌ترین عضو این خانواده فاکتور نکروز تومور آلفا (Tumor necrosis factor alpha|TNFA) است که از مونوسیت‌ها مشتق می‌شود. سایر اعضای این خانواده عبارتند از:
- لنفوتوکسین یا (TNF-β)
  - TNFB/LTA
  - TNFC/LTB
- TNFSF4
- TNFSF5/CD40LG
- TNFSF6
- TNFSF7
- TNFSF8
- TNFSF9
- TNFSF10
- TNFSF11
- TNFSF13B
- EDA